# سطح (سفينة)

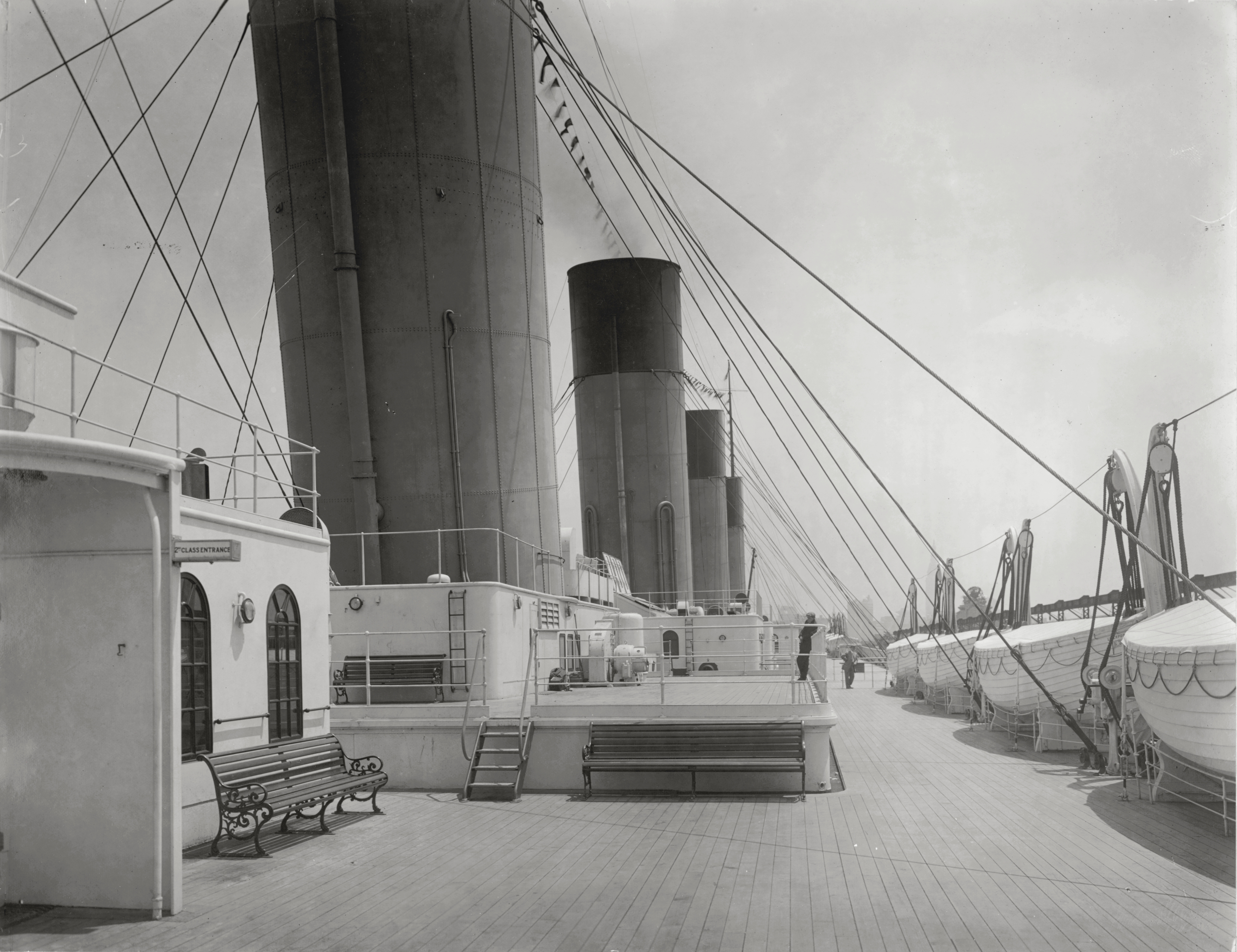
سطح

سطح السفينة هو غطاء دائم فوق المقصورة أو البدن (الهيكل)  من السفينة. على متن قارب أو سفينة، يكون السطح العلوي هو الهيكل الأفقي الذي يشكل «سقف» الهيكل، مما يعززه ويكون بمثابة سطح العمل الأساسي. غالبًا ما تحتوي السفن على أكثر من مستوى واحد داخل الهيكل وفي الهيكل العلوي فوق سطح السفينة الرئيسي، على غرار أرضيات مبنى متعدد الطوابق، يشار إليها أيضًا باسم الطوابق، وكذلك بعض الحجرات والطوابق المبنية على مناطق محددة من البنية الفوقية. الطوابق المخصصة لبعض الأغراض لها أسماء محددة.

## الأسماء الشائعة للطوابق
في السفن التي تحتوي على أكثر من سطح واحد، يوجد العديد من اصطلاحات التسمية ، عدديًا، أبجديًا، إلخ. ومع ذلك، هناك أيضًا العديد من الأسماء التاريخية الشائعة وأنواع الطوابق:

## روابط خارجية
- تاريخ سطح السفينة في السفن القديمة في شمال أوروبا واللغات
- المعدات على سطح السفينة التنبؤ .